# Вулрич, Корнелл
Корнелл Джордж Хопли Вулрич (англ. Cornell George Hopley Woolrich; 4 декабря 1903, Нью-Йорк — 25 сентября 1968, там же) — американский писатель, автор произведений в жанрах детектив, триллер, нуар.  Публиковался под псевдонимами Уильям Айриш (англ. William Irish) и Джордж Хопли (англ. George Hopley). Подсчитано, что по его книгам снято больше фильмов-нуар, чем по книгам любого другого автора.

## Биография
Родители Корнелла Вулрича, Клэр Аттали Тарлер (англ. Claire Attalie Tarler; 29 ноября 1874—6 октября 1957) и Хенаро Вулрич (англ. Genaro Woolrich), развелись, когда он был ещё ребёнком. Будущий писатель жил с матерью в Нью-Йорке. Образование получил в Колумбийском университете, где учился на журналиста и углубленно изучал английский язык, однако, университет не окончил и диплома не получил. Во время того, как Вулрич болел диабетом, он начал писать, подражая Фрэнсису Скотту Фицджеральду.
Несмотря на то, что сюжет его книг часто движет «роковая женщина», сам Вулрич вёл гомосексуальный образ жизни, хотя и был женат на Глории Блэктон три месяца. После смерти матери (1957) он впал в депрессию, спился. Прогрессирующая гангрена потребовала ампутации ноги, застарелый диабет давал о себе знать. Вулрич скончался 25 сентября 1968 года. На его состояние была основана стипендия имени матери Вулрича для студентов Колумбийского университета.

## Произведения

### Романы
- 1940 — «Невеста была в чёрном» (The Bride Wore Black, он же Beware the Lady);
- 1941 — «Чёрный занавес» (The Black Curtain);
- 1942 — «Леди-призрак» / «Женщина-призрак» / «Дама призрак» (Phantom Lady);
- 1944 — «Срок истекает на рассвете» / «Время выйти из игры» (Deadline at Dawn);
- 1945 — «У ночи тысяча глаз» (Night Has a Thousand Eyes);
- 1947 — «Вальс в темноту» / «Соблазн» (Waltz into Darkness);
- 1948 — «Встречи во мраке» (Rendezvous in Black);
- 1949 — «Я вышла замуж за покойника» (I Married a Dead Man).

### Рассказы
- 1935 — «Чем заняться мертвецу» (The Corpse and the Kid, он же Blind Date или Boy with Body);
- 1936 — «Дама, валет…» (Dilemma of the Dead Lady, он же Wardrobe Trunk);
- 1936 — «Убивать, так сразу!» (Change of Murder);
- 1937 — «К оружию, джентльмены, или Путь, пройденный дважды» (Guns, Gentleman, он же Twice-Trod Path или The Lamp of Memory);
- 1938 — «Ровно в три часа…» (Three O’Clock);
- 1937 — «Лицо ангела» (Face Work, он же Angel Face или One Night in New York);
- 1939 — «Собака с деревянной ногой» (The Dog with the Wooden Leg);
- 1940 — «Post mortem» (Post Mortem, он же Death Wins the Sweepstakes);
- 1940 — «Убийца поневоле» (Murder Always Gathers Momentum, он же Momentum или Murder Is a Snowball);
- 1942 — «Три казни за одно убийство» (Three Kills for One, он же Two Murders, One Crime или Double Jeopardy или The Loophole);
- 1945 — «Умереть бы раньше, чем проснуться» (If I Should Die Before I Wake);
- 1946 — «Танцующий детектив» (The Dancing Detective);
- 1942 — «Окно во двор» (Rear Window, он же It Had to Be Murder);
- 1965 — «Слишком хорошо, чтобы умереть» (Too Nice a Day to Die).[1]

## Экранизации
Произведения Вулрича послужили основой для множества кино-, теле- и радиопостановок. Ниже представлена избранная фильмография Вулрича.

### Фильмы
- 1943 — «Человек-леопард» (англ. The Leopard Man) — по роману Black Alibi;
- 1944 — «Леди-призрак» (англ. Phantom Lady) — по одноимённому роману;
- 1946 — «Крайний срок — на рассвете» (англ. Deadline at Dawn) — по роману «Срок истекает на рассвете»;
- 1946 — «Чёрный ангел» (англ. Black Angel) — по одноимённому роману;
- 1946 — «Погоня» (англ. The Chase) — по роману The Black Path of Fear;
- 1947 — «Страх в ночи» (англ. Fear in the Night) — по рассказу Nightmare (он же And So to Death);
- 1947 — «Козёл отпущения» (англ. Fall Guy) — по рассказу Cocaine;
- 1948 — «У ночи тысяча глаз» (англ. Night Has a Thousand Eyes) — по одноимённому роману;
- 1949 — «Окно» (англ. The Window) — по рассказу The Boy Cried Murder;
- 1950 — «Не её мужчина» (англ. No Man of Her Own) — по роману «Я вышла замуж за покойника»;
- 1952 — Никогда не открывай эту дверь / Никому не открывай дверей / No abras nunca esa puerta
- 1952 — И если я умру во сне / Si muero antes de despertar
- 1954 — «Окно во двор» (англ. Rear Window, режиссёр Альфред Хичкок) — по одноимённому рассказу;
- 1954 — «Наваждение» (фр. Obsession) — по рассказу Silent as the Grave;
- 1956 — «Ночной кошмар» (англ. Nightmare) — по рассказу Nightmare;
- 1966 — «Мальчик прокричал убийство» (1966), режиссёр Джордж Брикстон;
- 1968 — «Невеста была в чёрном» (фр. La mariée était en noir, режиссёр Франсуа Трюффо) — по одноимённому роману;
- 1969 — «Сирена с „Миссисипи“» (фр. La Sirène du Mississippi, режиссёр Франсуа Трюффо) — по роману «Вальс в темноту»;
- 1970 — «Свидетель», режиссёр Джон Хаф; по рассказу The Boy Cried Murder;
- 1972 — «Семь окровавленных орхидей» (итал. Sette orchidee macchiate di rosso) — по роману «Встречи во мраке» ;
- 1974 — «Марта» (нем. Martha, телефильм, режиссёр Райнер Вернер Фасбиндер) — по рассказу For the Rest of Her Life;
- 1975 — «Кукла гангстера» (итал. La Pupa Del Gangster, режиссёр Джорджо Капитани) — по рассказу;
- 1980 — «Окно во двор» (телеспектакль) — по одноимённому рассказу;
- 1983 — «Я вышла замуж за тень» (фр. J'ai épousé une ombre) — по роману «Я вышла замуж за покойника»;
- 1984 — «Плащ и кинжал» (англ. Cloak & Dagger) — по одноимённому рассказу;
- 1991 — «Окно напротив»  (укр. Вікно навпроти, режиссёр Эдуард Дмитриев) по мотивам рассказа Уильяма Айриша. Другое название — «Попугай для сыщика»;
- 1998 — «Окно во двор» (англ. Rear Window, телефильм) — по одноимённому рассказу;
- 2001 — «Соблазн» (англ. Original Sin) — по роману «Вальс в темноту».

### Телесериалы
- 1954—1958 — «Студия 57[англ.]» (англ. Studio 57) — 1 эпизод;
- 1955—1962 — «Альфред Хичкок представляет» (англ. Alfred Hitchcock Presents) — 3 эпизода;
- 1957—1958 — «Подозрение[англ.]» (англ. Suspicion) — 1 эпизод;
- 1960—1962 — «Триллер[англ.]» (англ. Thriller) — 3 эпизода;
- 1962—1965 — «Час Альфреда Хичкока» (англ. The Alfred Hitchcock Hour) — 1 эпизод;
- 1985—1989 — «Альфред Хичкок представляет» (Alfred Hitchcock Presents) — 1 эпизод;
- 1993—1995 — «Падшие ангелы» (англ. Fallen Angels) — 3 эпизода;
- 1997—2000 — «Голод» (англ. The Hunger), 2 эпизода.[2]